# Válečná fronta

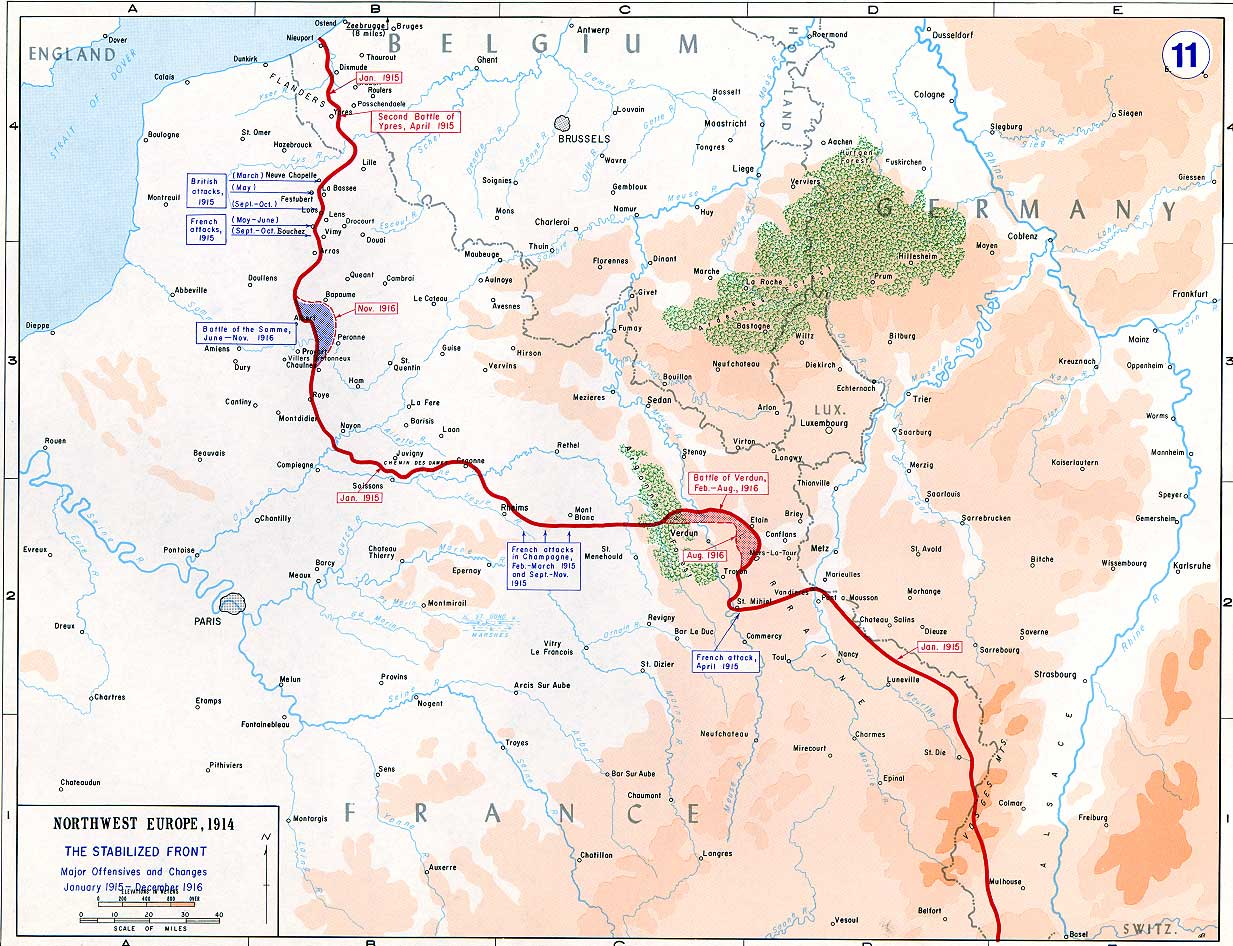
Pohled na vyznačenou linii západní fronty během I. světové války.

Fronta (z lat. frons, „čelo“, „přední strana“) je ve válce linie dotyku nepřátelských armád, respektive oblast na rozhraní území ovládaných nepřátelskými armádami, na které probíhají bojové operace. Podle definice Ministerstva obrany USA označuje fronta jednak šířku prostoru, který zabírá vojenský útvar, měřenou od krajního bodu jednoho křídla po krajní bod druhého, jednak směr, ve kterém se nachází nepřítel. Dále může označovat linii kontaktu dvou nepřátelských sil nebo – v případě, že se jednotka nenachází v bojové situaci – směr, kterým je formace obrácena. V širším smyslu, jak uvádí Oxford Essential Dictionary of the U.S. Military, se pojmem fronta rozumí přední linie ozbrojených sil, tedy nejzazší pozice, které armáda dosáhla, a kde se nepřítel nachází nebo může nacházet.
Původně označovala stabilizovanou linii dotyku armád, nicméně posléze se výraz zevšeobecnil na jakoukoliv oblast dotyku armád bez ohledu na to, zda je stabilizovaná či nikoliv.[zdroj?]

## Fronty světových válek

### První světová válka
Za první světové války existovaly tři významné fronty:
- Balkánská fronta
- Západní fronta
- Východní fronta

A dále tyto fronty:
- Italská fronta
- Kavkazská fronta
- Soluňská fronta

### Druhá světová válka
Za druhé světové války existovaly v Evropě dvě hlavní fronty:
- Západní fronta nejdříve 1939–1940, skončila vítězstvím osy v bitvě o Francii, 1944–1945 od vylodění v Normandii po dobytí Berlína a kapitulaci Německa
- Východní fronta, v sovětské tradici Velká vlastenecká válka, 1941–1945, od napadení Sovětského svazu Německem, dějiště velkých vojenských operací a největších ztrát vojáků i civilních obyvatel

Krom těchto hlavních front existovaly ještě další méně významné, které se navíc někdy uvádějí jako pododdíly těchto hlavních front.
- Africká fronta
- Italská fronta
- Balkánská fronta